# Dundicut paprika

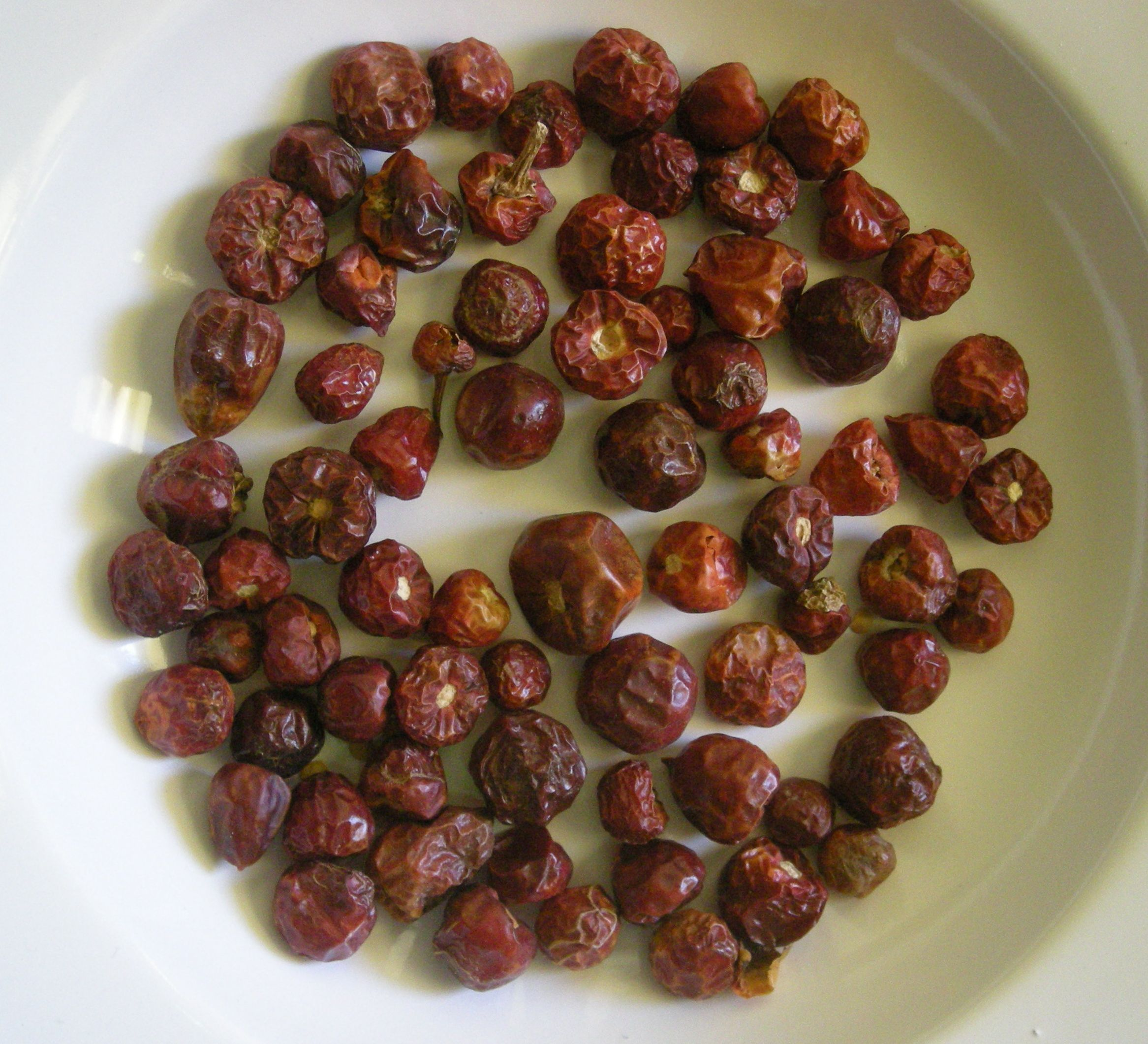
Szárított dundicut paprikák

A dundicut a közönséges paprika egyik legcsípősebb változata (30–50 ezer Scoville-egység). Íze és megjelenése is a habanero paprikához hasonlít, de annál kevésbé csípős.
Pakisztánban nemesítették ki, és máig is főleg ott termesztik.